# Crepidomanes kurzii
Crepidomanes kurzii là một loài thực vật có mạch trong họ Hymenophyllaceae. Loài này được (Bedd.) Tagawa & K. Iwats. miêu tả khoa học đầu tiên năm 1975.